# Bańska Wyżna
Bańska Wyżna (prononciation : [ˈbaɲska ˈvɨʐna]) est une localité polonaise de la gmina de Szaflary et du powiat de Nowy Targ en voïvodie de Petite-Pologne.